# Metropolia Naksos-Andros-Tinos-Mykonos
Metropolia Naksos-Andros-Tinos-Mykonos – metropolia rzymskokatolicka w Grecji. W jej skład wchodzą:
- archidiecezja Naksos-Andros-Tinos-Mykonos
  - diecezja chioska
  - diecezja kreteńska
  - diecezja santoryńska
  - diecezja sirosko-meloska